# Lawrence Terry
Lawrence Terry (* 12. April 1946 in Concord, Massachusetts) ist ein ehemaliger Ruderer aus den Vereinigten Staaten. Er war mit dem Achter Olympiazweiter 1972.

## Karriere
Lawrence Terry vom Union Boat Club in Boston trat bei den Olympischen Spielen 1968 in Mexiko-Stadt im Vierer ohne Steuermann an. Peter Raymond, Raymond Wright, Charles Hamlin und Terry Lawrence belegten im Vorlauf den zweiten Platz hinter dem Boot aus der DDR und gewannen ihren Hoffnungslauf. Im Finale belegten sie den fünften Platz mit 3,69 Sekunden Rückstand auf die drittplatzierten Italiener.
1970 war Terry US-Meister im Zweier mit Steuermann, 1971 im Zweier ohne Steuermann.
Bei den Olympischen Spielen 1972 in München waren 15 Achter am Start. Der Achter aus den Vereinigten Staaten mit Lawrence Terry, Franklin Hobbs, Peter Raymond, Timothy Mickelson, Eugene Clapp, William Hobbs, Cleve Livingston, Michael Livingston und Steuermann Paul Hoffman gewann den ersten Vorlauf vor dem Boot aus der Bundesrepublik Deutschland. Im Halbfinale belegte der Achter aus den USA den dritten Platz hinter den Achtern aus der DDR und aus der UdSSR. Im Finale siegte das Boot aus Neuseeland mit über zweieinhalb Sekunden Vorsprung, dahinter kämpften die Boote aus den USA und aus der DDR um den zweiten Platz, im Ziel hatten die Amerikaner sechs Hundertstelsekunden Vorsprung und erhielten die Silbermedaille.